# Монтополи
Монтополи (итал. Montopoli) је насеље у Италији у округу Пиза, региону Тоскана.
Према процени из 2011. у насељу је живело 4019 становника. Насеље се налази на надморској висини од 65 м.

## Становништво
Према резултатима пописа становништва 2011. у општини је живело 11.167 становника.
| 1931. | 1936. | 1951. | 1961. | 1971. | 1981. | 1991. | 2001. | 2011.  |
| ----- | ----- | ----- | ----- | ----- | ----- | ----- | ----- | ------ |
| 6.800 | 6.779 | 6.824 | 7.199 | 8.036 | 8.848 | 8.870 | 9.648 | 11.167 |

## Партнерски градови
- Torella dei Lombardi